# Glypta robusta
Glypta robusta är en stekelart som beskrevs av Dasch 1988. Glypta robusta ingår i släktet Glypta och familjen brokparasitsteklar. Inga underarter finns listade i Catalogue of Life.